# María Belibasáki
María Belibasáki (grec moderne : Μαρία Μπελιμπασάκη, née le 19 juin 1991 à Ágios Nikólaos) est une athlète grecque, spécialiste du sprint.

## Biographie
Elle représente la Grèce aux Jeux olympiques de 2012, à la fois sur 100 m et sur 200 m. Elle termine 9e du relais 4 x 100 m lors des Championnats d'Europe d'athlétisme 2014.
Ses meilleurs temps sont de :
- 100 m :	 11 s 34	 +0.9	à Athènes, le 15 juin 2012
- 200 m :	 23 s 12	 -0.6	 à Tallinn (Kadriorg),	le 22 juin 2014

Elle participe également à l'épreuve du 200 m lors des championnats du monde d'athlétisme 2017 et arrive jusqu'en demi-finale.
Détenant un record de 55 s 10 sur la distance, datant de 2011, la Grecque décide de quitter le 100 m pour monter sur 400 m à partir de la saison 2018. Le 7 juillet 2018, pour son premier tour de piste en plein air de la saison, elle porte son record sur 400 m à 51 s 14. Le 9 août, en demi-finale des championnats d'Europe de Berlin, elle se classe 2e de sa course en 51 s 23, et se qualifie pour la finale. Deux jours plus tard, la Grecque remporte la médaille d'argent et bat le record de Grèce en 50 s 45, à 4 centièmes de la Polonaise Justyna Święty-Ersetic. Elle remporte sa première médaille internationale sénior.

## Palmarès
| Date | Compétition                       | Lieu     | Résultat | Épreuve   | Temps   |
| ---- | --------------------------------- | -------- | -------- | --------- | ------- |
| 2014 | Championnats d'Europe par équipes | Tallinn  | 1re      | 200 m     | 23 s 12 |
| 2014 | Championnats d'Europe par équipes | Tallinn  | 1re      | 4 x 100 m | 44 s 38 |
| 2015 | Championnats des Balkans          | Pitesti  | 1re      | 200 m     | 23 s 23 |
| 2017 | Championnats d'Europe par équipes | Lille    | 1re      | 200 m     | 22 s 76 |
| 2017 | Championnats d'Europe par équipes | Lille    | 8e       | 4 x 100 m | 44 s 20 |
| 2018 | Championnats des Balkans en salle | Istanbul | 1re      | 400 m     | 53 s 27 |
| 2018 | Championnats d'Europe             | Berlin   | 2e       | 400 m     | 50 s 45 |

## Records
| Épreuve | Épreuve   | Temps        | Lieu    | Date            |
| ------- | --------- | ------------ | ------- | --------------- |
| 60 m    | En salle  | 7 s 30       | Athènes | 18 février 2017 |
| 100 m   | Plein air | 11 s 34      | Athènes | 15 février 2012 |
| 200 m   | Plein air | 22 s 98      | Patras  | 15 juillet 2018 |
| 400 m   | Plein air | 50 s 45 (NR) | Berlin  | 11 août 2018    |